# Castillo Onda
Castillo Onda är ett slott i Spanien.   Det ligger i provinsen Província de Castelló och regionen Valencia, i den östra delen av landet, 300 km öster om huvudstaden Madrid. Castillo Onda ligger 227 meter över havet.
Terrängen runt Castillo Onda är kuperad åt sydväst, men åt nordost är den platt. Terrängen runt Castillo Onda sluttar österut. Runt Castillo Onda är det ganska tätbefolkat, med 185 invånare per kvadratkilometer. Närmaste större samhälle är Castelló de la Plana, 18,0 km öster om Castillo Onda. 